# Agostino Gabucci
Pour les articles homonymes, voir Gabucci.
Agostino Gabucci (né le 4 janvier 1896 à Castelfranco di Sotto, décédé le 7 juin 1976 à Rome) est un clarinettiste et compositeur italien.

## Biographie
Agostino Gabucci est un combattant de la Première Guerre mondiale. Il a été prisonnier pendant un an en Autriche et en Hongrie. Après des études littéraires, il entreprend des études musicales en 1913 au Conservatoire Giuseppe-Verdi (Milan), obtenant en 1920 un diplôme de clarinette avec les meilleures notes à la célèbre école du maestro Umberto Blonk Steiner. Dès qu'il obtient son diplôme, Gabucci a continué avec son Maestro. Il étudie également le piano dans la classe du Maestro Enzo Calace, professeur au Conservatoire de Milan. 
Il s'est produit en tant que soliste dans une centaine de concerts, et a participé à des spectacles de musique de chambre avec des ensembles célèbres, comme le Quatuor Poltronieri (it) et le Quintette Casella. Il a joué en tant que clarinette solo dans des grands orchestres pour des concerts et des opéras de premier ordre comme à La Scala de Milan et au Conservatoire G. Verdi de Milan avec les chefs d'orchestre les plus célèbres; à l'étranger, à l'Opéra khédival du Caire à Alexandrie et à Porto Said pour plusieurs saisons d'opéra et de concerts (notamment avec MO Pietro Mascagni 1926); en Amérique du Sud (Rio de Janeiro et São Paulo ). Il a également participé en tant que première  clarinette solo à des concerts et des opéras à la Scala de Milan et au Conservatoire Giuseppe.
En Allemagne, il a donné des concerts dans vingt-deux des plus grandes villes, dont Berlin, Munich, Hanovre, Stuttgart, Dusseldorf, Leipzig, Vienne, etc. Il s'est également produit en tant que première clarinette solo avec l'orchestre symphonique de la R.A.I. à Milan de 1927 à 1930 et avec l'orchestre symphonique de la R.A.I. à Rome en 1943; à la Triennale de Milan, à l'Orchestre du Teatro Comunale di Firenze, Teatro Comunale di Bologna, La Fenice à Venise, Teatro Verdi à Trieste, Teatro Carlo Felice à Gênes, Teatro Grande di Brescia; à Florence avec l'orchestre du conservatoire "L. Cherubini" et dans les célèbres ensembles de musique de chambre de la Società Leonardo da Vinci.
Il est choisi comme soliste pour la première exécution d'une Sonate pour clarinette du MO Carlo Savina, primée au concours de Turin et à la R.A.I. de Rome en 1953, il exécute la première diffusion de son Concerto pour clarinette en mi bémol. Il a participé à de nombreuses autres saisons de concerts symphoniques et d'opéras.
MO Agostino Gabucci a participé à de nombreuses commissions pour la clarinette et à des concours d'instruments à vent en Italie et à l'étranger. Il a reçu diverses déclarations d'éloges en tant que clarinettiste, musicien et compositeur de la part d'éminents chefs d'orchestre et directeurs de conservatoires italiens et étrangers. Il a été professeur titulaire de la chaire de clarinette au Conservatorio Pierluigi da Palestrina (it) de Cagliari, au Conservatorio Luigi Cherubini de Florence et enfin au Conservatorio Santa Cecilia de Rome où il a terminé trente-trois années consacrées à l'enseignement.

## Publications
Gabucci a beaucoup composé pour la clarinette, mais pas uniquement :
- 20 Studi di Media Difficoltà (3ème année) - Éditions Ricordi.
- 60 Divertimenti - Per il trasporto e la lettura a prima vista (3ème année) - Éditions Ricordi
- 10 Fantasie per Clarinetto Solo (Difficile), d'un grand intérêt technique et musical - (7ème année)
- 28 Grandi Studi Tecnici e Melodici da Concerto - Editions Carisch & C. (ca. 1966)
- Aria e Scherzo per Clarinetto e Orchestra d'Archi - Edizione Carisch & C.
- 12 Studi Brillanti sul Legato e Staccato (Difficile, 7ème année), Éditions Carisch (1957)
- 50 Duos pour deux clarinettes (d'après des compositeurs célèbres classiques - 4e & 5e année), Éditions Carisch
- Méthode courte (50 exercices et 50 études - Gammes et Arpèges) Éditions Carisch
- Origin and History of the Clarinet (texte littéraire adopté pour les examens de diplôme et les concours) Éditions Carisch
- Six sonates de W. A. Mozart (transcrites pour clarinette et piano) Éditions Carisch
- Studio Preliminare e Progressivo del Clarinetto - Editore Maurri - Firenze
- Vingt-six cadences en forme de préludes, Éditions Alphonse Leduc (1951), pour une virtuosité transcendante
- Il volo del calabrone - R. Korsakov. (Le vol du bourdon : scherzo tiré de l'opéra "Le Conte du tsar Saltan") Transcription pour clarinette et piano - Paris : édition Bessel; Wiesbaden : Breitkopf & Härtel (1990)
- G.P. Teleman - Sonata Antica (Transcription pour clarinette et piano). Florence : Edition Saporetti & Cappelli
- 30 mélodies et une chanson espagnole (pour l'art du chant instrumental) Edition Saporetti & Cappelli
- 12 Famous Pieces - Musique de grands auteurs italiens. Florence : Edition Saporetti & Cappelli
- 7 pièces pour clarinette et piano (Sette pezzi per clarinetto e pianoforte, 1960) :
  - 1 - Studio no 3 dai - 28 grandes études techniques et mélodiques
  - 2 - Studio no 6 dai - 28 grandes études techniques et mélodiques
  - 3 - Aria - Version pour clarinette ou clarinette basse ou violoncelle
  - 4 - Scherzo - version pour clarinette ou clarinette basse ou violoncelle
  - 5 - Chopin - Nocturne célèbre (posthume)
  - 6 - Chopin - Valse op.64  no 2
  - 7 - Chopin - Célèbre Nocturne en mi bémol op.9 no 2
- Fantaisie pour clarinette et piano (1968)
- Concerto en mi bémol pour clarinette et piano (1953)
- Preludio all'antica pour clarinette et piano (style classique)
- 30 Études préparatoires aux cours avancés (ca. 1966) (5e année)
- 10 Fantaisies pour flûte solo
- Improvviso pour clarinette seule (1968)
- Prélude pour harpe
- Prélude pour piano
- 50 Piccoli Pezzi pour clarinette ou pour flûte, hautbois, saxophone soprano-alto-ténor
- 115 Danze stile 1500 al 1965
- Un Solo pour Clarinette - par M. E. Bossi dall'Organo pour Clarinette et Piano
- Mélodie pour piano et basson ou clarinette en si bémol - clarinette basse
- Cantabile pour piano et basson ou clarinette en si bémol - clarinette basse - hautbois - Flûte - Violon
- Nocturne pour piano et flûte - clarinette en si bémol - clarinette basse - basson
- Scherzo pour piano et flûte - basson - clarinette en si bémol - clarinette basse
- Fantasia orientale pour clarinette seule (1959)
- Pezzo di virtuosismo pour clarinette et piano (1973)